# Кубок Молдови з футболу 2021—2022
Кубок Молдови з футболу 2021–2022 — 31-й розіграш кубкового футбольного турніру в Молдові. Титул водинадцяте здобув Шериф.

## Календар
| Раунд            | Дата              | Матчі | Клуби   |
| ---------------- | ----------------- | ----- | ------- |
| Попередній раунд | 17 серпня 2021    | 5     | 45 → 40 |
| Перший раунд     | 24 серпня 2021    | 16    | 40 → 24 |
| Другий раунд     | 14 вересня 2021   | 8     | 24 → 16 |
| 1/8 фіналу       | 26-27 жовтня 2021 | 8     | 16 → 8  |
| 1/4 фіналу       | 12 квітня 2022    | 4     | 8 → 4   |
| 1/2 фіналу       | 26 квітня 2022    | 2     | 4 → 2   |
| Фінал            | 21 травня 2022    | 1     | 2 → 1   |

## 1/8 фіналу
| Команда 1               | Рахунок | Команда 2               |
| ----------------------- | ------- | ----------------------- |
| 26 жовтня 2021          |         |                         |
| Сфинтул Георге          | 1:0     | Вікторія (Бардар) (2)   |
| Петрокуб                | 6:0     | Олімп (Комрат) (2)      |
| Бєльці                  | +:-     | Кагул-2005 (2)          |
| Спартаній (Селемет) (2) | 1:3     | Динамо-Авто (Тирасполь) |
| 27 жовтня 2021          |         |                         |
| Флорешти                | 3:1     | Синжерея (3)            |
| Сперанца (Дрокія) (2)   | 1:4     | Зімбру                  |
| Мілсамі                 | 5:1     | ФКМ Унгени (2)          |
| Шериф                   | 6:0     | Саксан (3)              |

## 1/4 фіналу
| Команда 1      | Рахунок      | Команда 2               |
| -------------- | ------------ | ----------------------- |
| 12 квітня 2022 |              |                         |
| Сфинтул Георге | 3:0          | Флорешти                |
| Шериф          | 4:0          | Петрокуб                |
| 13 квітня 2022 |              |                         |
| Бєльці         | 3:3 пен. 3:4 | Динамо-Авто (Тирасполь) |
| Зімбру         | 0:3          | Мілсамі                 |

## 1/2 фіналу
| Команда 1               | Рахунок | Команда 2      |
| ----------------------- | ------- | -------------- |
| 26 квітня 2022          |         |                |
| Мілсамі                 | 0:2     | Сфинтул Георге |
| Динамо-Авто (Тирасполь) | 2:3     | Шериф          |

## Фінал
| 21 травня 2022 20:00 (EEST) |

| Сфинтул Георге | 0:1      | Шериф         |
| -------------- | -------- | ------------- |
|                | Протокол | - Люшкя 90+5' |

| Стадіон «Ніспорени», Ніспорени Глядачів: 4 500 Арбітр: Ігор Бошка |